# Skirma
Skirma ist ein litauischer weiblicher Vorname, Abkürzung von Skirmantė (abgeleitet von skir-ti + Mantas). Die männliche Form ist Skirmas (Skirmantas).

## Namensträger
- Skirma Kondratas (* 1944), Politikerin, Vizeministerin